# Posmyk (Lubliniec)
Posmyk – dzielnica Lublińca położona w południowej części miasta. Posmyk jest jedną z turystycznych dzielnic Lublińca o charakterze wypoczynkowym i krajobrazowym. 
Posiada trzy stawy (największy "Posmyk") oraz ośrodki wypoczynkowe: Oblackie Centrum Młodzieży NINIWA (działalność duszpasterska i rekolekcyjna, hotel, restauracja "Oblacka Przystań", hala sportowa) oraz "Posmyk Leśne Ustronie" (pokoje do wynajęcia, wypożyczalnia sprzętów wodnych, minizoo) położone nad "Posmykiem".
Od lat na terenie dzielnicy organizowane są imprezy na skalę kraju, takie jak: "Bieg Katorżnika", "Bieg o nóż komandosa"; "Wyścig psich zaprzęgów" oraz szereg mniejszych imprez okolicznościowych (np. zloty motocyklowe, festyny z okazji dnia dziecka itp.).
Usługi gastronomiczne oferują "Oblacka Przystań" oraz "Posmyk Leśne Ustronie", natomiast artykuły ogólnospożywcze można nabyć w otwartym sezonowo (kwiecień-wrzesień) sklepie "Mat", posiadającym również bar i ogródek piwny. Od 2022 przy Oblackim Centrum Młodzieży działa kaplica pw. Świętych Młodzianków.
Posmyk przecina sieć ścieżek rowerowych należących do szlaków woj. śląskiego, które umożliwiają bezpośredni dojazd do lublinieckiego Śródmieścia.